# Intifada marcowa
Intifada marcowa – intifada antyrządowa i antykolonialna w Bahrajnie w marcu 1965. Powstanie poprowadził Narodowy Front Wyzwolenia Bahrajnu. Celem powstania było zakończenie kolonialnej obecności Brytyjczyków w kraju, a bezpośrednim impulsem do jego wybuchu były zwolnienia setek pracowników w korporacji Bahrain Petroleum Company, które miało miejsce 5 marca 1965.

## Przebieg
Rebelia rozpoczęła się, gdy uczniowie Szkoły Średniej Manama (jedynego liceum w Bahrajnie) zaprotestowali przeciwko zwolnieniom setek pracowników Bahrain Petroleum Company – protest został stłumiony za pomocą wojska, co spowodowało powszechne oburzenie mieszkańców i kraju i wywołało trwające miesiąc zbrojne wystąpienia. Najsilniejszym ośrodkiem protestów było miasto Muharraq, zajęte przez opozycję na kilka dni. Mieszkańcy miasta nadali mu nazwę Port Said na cześć egipskiego miasta, które zyskało rozgłos w trakcie kryzysu sueskiego w 1956. Miasto zostało odbite przez siły rządowe po ofensywie służb bezpieczeństwa i starciach z mieszkańcami. Wystąpienia i strajki zostały stłumione przez siły rządowe, w wyniku czego zginęło sześciu cywili, mimo to intifada przyczyniła się do wycofania się z kraju Brytyjczyków w 1971.